# Функции параболического цилиндра
Фу́нкции параболи́ческого цили́ндра (функции Вебера) — общее название для специальных функций, являющихся решениями дифференциальных уравнений, получающихся при применении метода разделения переменных для уравнений математической физики, таких как уравнение Лапласа, уравнение Пуассона, уравнение Гельмгольца и др. в системе координат параболического цилиндра.
В общем случае функции параболического цилиндра — решения следующего уравнения
{\displaystyle {\frac {d^{2}f}{dz^{2}}}+\left(az^{2}+bz+c\right)f=0.\quad (1)}

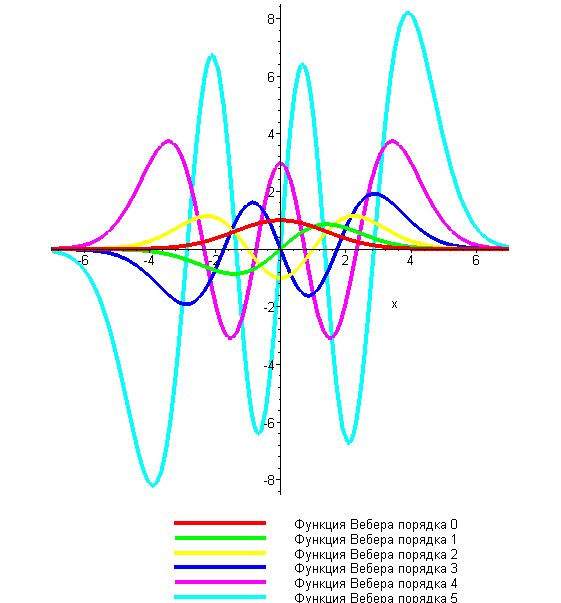
График функций Вебера с положительным целым индексом

При выполнении линейной замены переменной в этом уравнении получается уравнение:
{\displaystyle {\frac {d^{2}f}{dz^{2}}}+\left(\nu +{\frac {1}{2}}-{\frac {z^{2}}{4}}\right)f=0,}
решения которого называются функциями Вебера и обозначаются {\displaystyle D_{\nu }(z).}
Функции {\displaystyle D_{\nu }(z),D_{\nu }(-z),D_{-\nu -1}(iz),D_{-\nu -1}(-iz)} являются решениями уравнения Вебера, причём при нецелом {\displaystyle \nu } функции {\displaystyle D_{\nu }(z),D_{\nu }(-z)} линейно независимы. Для всех {\displaystyle \nu } функции {\displaystyle D_{\nu }(z),D_{-\nu -1}(\pm iz)} также линейно независимы.

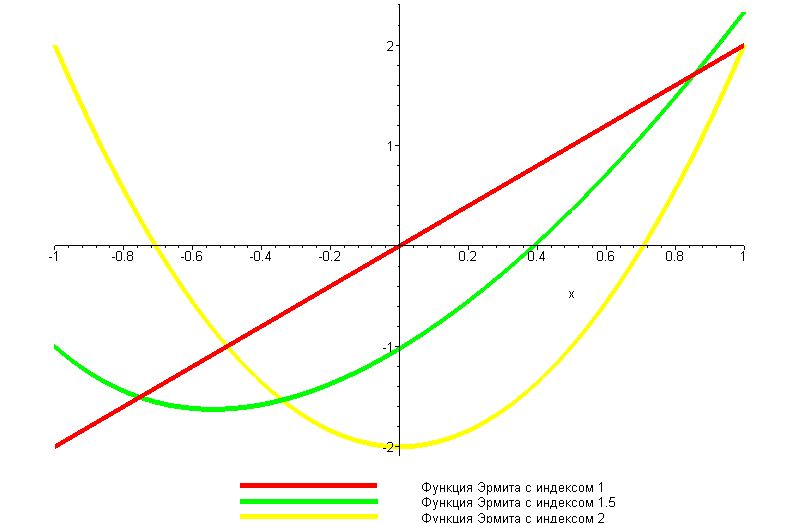
График функций Эрмита с положительным индексом

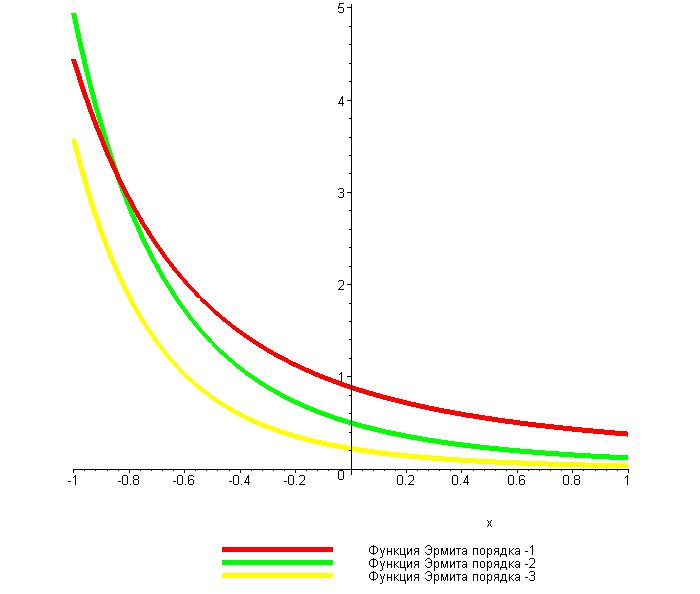
График функций Эрмита с отрицательным целым индексом

На практике часто пользуются и другими функциями параболического цилиндра — функциями Эрмита, являющихся решениями уравнения Эрмита, которое получается из {\displaystyle (1)} заменой {\displaystyle f(\alpha z+\beta )=e^{-z^{2}}y(z)}
{\displaystyle {\frac {d^{2}y}{dz^{2}}}-2z{\frac {dy}{dz}}+2\nu y=0.\qquad (2)}
Функции Эрмита обозначаются {\displaystyle H_{\nu }(z).} Общее решение уравнения {\displaystyle (2):}
{\displaystyle y(z)=c_{1}H_{\nu }(z)+c_{2}\Phi \left(-{\frac {\nu }{2}};{\frac {1}{2}};z^{2}\right),}
где {\displaystyle \Phi \left(\alpha ;\beta ;z\right)} — вырожденная гипергеометрическая функция.
При целом неотрицательном {\displaystyle \nu } функция Эрмита совпадает с полиномом Эрмита. При целом отрицательном {\displaystyle \nu } функция Эрмита выражается в замкнутом виде через функцию ошибок.

## Рекуррентные соотношения и формулы дифференцирования

### Рекуррентные соотношения
{\displaystyle D_{\nu }(z)={\dfrac {\Gamma (\nu +1)}{\sqrt {2\pi }}}\left(e^{{\frac {1}{2}}\nu \pi i}D_{-\nu -1}(iz)+e^{-{\frac {1}{2}}\nu \pi i}D_{-\nu -1}(-iz)\right)}
{\displaystyle D_{\nu }(z)=zD_{\nu -1}(z)-(\nu -1)D_{\nu -2}(z)}
{\displaystyle H_{\nu }(z)=2zH_{\nu -1}(z)-2(\nu -1)H_{\nu -2}(z)}
{\displaystyle H_{\nu }(z)={\frac {2z}{2(\nu +1)}}H_{\nu +1}(z)-{\frac {1}{2(\nu +1)}}H_{\nu +2}(z)}
{\displaystyle 2\nu ~H_{\nu -1}(z)+H_{\nu +1}(z)=2zH_{\nu }(z)}

### Формулы дифференцирования
{\displaystyle {\frac {d}{dz}}~D_{\nu }(z)=-{\dfrac {1}{2}}zD_{\nu }(z)+\nu D_{\nu -1}(z)}
{\displaystyle {\frac {d}{dz}}~H_{\nu }(z)=2\nu H_{\nu -1}(z)}
{\displaystyle {\frac {d}{dz}}~H_{\nu }(z)-2zH_{\nu }(z)=-H_{\nu +1}(z)}
{\displaystyle {\frac {d}{dz}}{\Bigl [}e^{-z^{2}}~H_{\nu }(z){\Bigr ]}=-e^{-z^{2}}H_{\nu +1}(z)}